# Lithomoia argentea
Lithomoia argentea là một loài bướm đêm trong họ Noctuidae.